# Jos Schipper
Adri 'Jos' Schipper (Baarn, 10 juni 1951) is een voormalig Nederlands wielrenner. Hij was beroepsrenner van 1974 tot 1984.

## Belangrijkste overwinningen
1977
- GP Briek Schotte
- 1e etappe Driedaagse van De Panne
- 2e etappe Ronde van België

1978
- Dwars door Vlaanderen
- 1e etappe Vuelta a España

1979
- 2e etappe Driedaagse van De Panne
- GP Fayt-le-Franc

1981
- 1e etappe Ronde van Nederland
- 1e etappe Ruta del Sol
- Eindklassement Ruta del Sol

1982
- Brussel-Ingooigem

## Belangrijkste ereplaatsen
1977
- 4e plaats Amstel Gold Race
- 2e plaats 7e Etappe Vuelta a España

1978
- 5e plaats eindklassement Vuelta a España
- 10e plaats Kuurne-Brussel-Kuurne

1979
- 4e plaats Omloop Het Volk
- 6e plaats Ronde van Vlaanderen
- 14e plaats Gent-Wevelgem

1980
- 2e plaats NK wielrennen
- 4e plaats Gent-Wevelgem
- 5e plaats Kuurne-Brussel-Kuurne
- 12e plaats 2e Etappe Tour de France
- 15e plaats 22e Etappe Tour de France

1981
- 6e plaats E3 Prijs Vlaanderen
- 8e plaats Dwars door Vlaanderen
- 9e plaats Omloop Het Volk
- 2e plaats 19e Etappe Vuelta a España

1983
- 6e plaats E3 Prijs Vlaanderen

1984
- 5e plaats eindklassement Driedaagse van De Panne

## Resultaten in voornaamste wedstrijden
| Jaar | Ronde van Italië | Ronde van Frankrijk | Ronde van Spanje |
| ---- | ---------------- | ------------------- | ---------------- |
| 1974 |                  |                     |                  |
| 1976 |                  |                     |                  |
| 1977 |                  |                     | buiten tijd      |
| 1978 |                  |                     | 5e (1)           |
| 1979 |                  |                     |                  |
| 1980 |                  | 83e                 |                  |
| 1981 |                  |                     | 37e              |
| 1982 |                  | opgave              |                  |
| 1983 |                  |                     |                  |
| 1984 |                  |                     |                  |

| Jaar | Milaan-San Remo | Gent-Wevelgem | Ronde van Vlaanderen | Amstel Gold Race | Luik-Bast.‑Luik | E3 Harelbeke | Waalse Pijl | Omloop Het Volk |
| ---- | --------------- | ------------- | -------------------- | ---------------- | --------------- | ------------ | ----------- | --------------- |
| 1974 |                 |               |                      | 22e              |                 |              |             |                 |
| 1976 |                 | 58e           |                      | 35e              |                 |              |             |                 |
| 1977 | 135e            | 25e           |                      | 4e               |                 |              | 45e         |                 |
| 1978 |                 |               | 32e                  |                  |                 |              | 54e         |                 |
| 1979 | 65e             | 14e           | 6e                   |                  |                 |              | 29e         | 4e              |
| 1980 |                 | 4e            |                      | 35e              |                 |              |             |                 |
| 1981 | 65e             | 118e          | 29e                  | 39e              |                 | 6e           |             | 9e              |
| 1982 |                 |               |                      |                  |                 |              |             |                 |
| 1983 |                 | 17e           | 25e                  | 25e              | 41e             | 6e           | 37e         |                 |
| 1984 |                 | 129e          | 32e                  |                  |                 |              | 27e         |                 |